# Limenavis
Il Limenavis è un genere di dinosauri ornitorani del Cretaceo superiore. Visse circa 70 milioni di anni fa, intorno al confine campano-maastrichtiano. Noti da diverse ossa rotte, i resti dell'unica specie conosciuta Limenavis patagonica sono stati trovati nelle rocce della "parte inferiore" della Formazione Allen a Salitral Moreno, 20 km a sud di General Roca, nella provincia di Río Negro (Argentina). È uno dei parenti più stretti, nella documentazione fossile, degli uccelli moderni.
Di tutti gli uccelli staminali conosciuti fino ad oggi, questa specie è tra quelle più vicine all'antenato comune di tutti gli uccelli viventi. Il suo nome generico rende omaggio a questo fatto: Limenavis, che significa "uccello della soglia" o "uccello limite", deriva dal latino limen ("soglia") + avis ("uccello"). Il nome specifico patagonica si riferisce alla provenienza patagonica del primo e unico esemplare finora scoperto. Inoltre il limenavis patagonica è l'unica specie del genere limenavis.

## Classificazione
Le relazioni di Limenavis sono state difficili da determinare. Le analisi pubblicate nel 2001 e nel 2002 da Julia Clarke e Luis Chiappe hanno scoperto che Limenavis è un membro di Carinatae più avanzato di Ichthyornis, ma non un membro del moderno gruppo di uccelli Neornithes. Un'analisi del 2013 di O'Connor e colleghi ha scoperto che è leggermente più primitivo di Ichthyornis.
È stato ipotizzato che alcune caratteristiche lo colleghino con uccelli paleognati, forse imparentati con gli antenati del tinamo o del nandù. Sebbene tali uccelli dovessero essere già esistiti a quel tempo, e molto probabilmente almeno gli antenati dei tinamo (Tinamiformes basali) vivevano in Sud America dal Cretaceo superiore, i tinami veri e propri (Tinamidae) sono conosciuti con certezza solo a partire dal Miocene.